# 최문경 (배우)
최문경은 대한민국의 배우이다.

옛날에 레이싱모델 이었다
ㅡ채미유

## 학력
- 동아대학교 국어국문학과 학사

## 연기 활동

### 드라마
- 2008년 MBC 아침드라마 《하얀거짓말》
- 2011년 MBC 주말특별기획드라마 《애정만만세》
- 2011년 JTBC 월화드라마 《빠담빠담… 그와 그녀의 심장박동소리》
- 2012년 JTBC 월화드라마 《우리가 결혼할 수 있을까》
- 2013년 SBS 드라마스페셜 《그 겨울, 바람이 분다》
- 2014년 SBS 드라마스페셜 《괜찮아, 사랑이야》 ... 지윤수 역
- 2016년 MBC 일일연속극 《다시 시작해》 ... 석은희 역
- 2017년 MBC 아침드라마 《역류》 ... 남실장 역
- 2018년 sbs 드라마스페셜 《훈남정음》 ... 한가해 역
- 2018년 sbs 주말특별기획 드라마 《미스마》 ... 한태규 부인(유리모) 역
- 2018년 mbc 수목미니시리즈 《붉은달푸른해》 ... 정림 역
- 2018년 mbc 월화드라마 《나쁜 형사》 ... 서린 역
- 2019년 sbs 월화드라마 《초면에 사랑합니다》 ... 선희 역
- 2019년 ocn 오리지널시리즈 《보이스 3》 ... 기자 역
- 2019년 tvn 월화드라마 《위대한 쇼》 ... 김선미 역

### 영화
- 2009년 《펜트하우스 코끼리》 ... 여기자 역
- 2015년 《성난 변호사》 ... 여기자 역
- 2015년 《열정같은소리하고있네》 ... 종편 역
- 2016년 《계춘할망》 ... 초록우산1 역
- 2017년 《그래, 가족》 ... 기자 역
- 2017년 《보안관》 ... 조형사처 역ㅡ영화에선 안 나옴
- 2021년 《죽이러 간다》 ... 미연 역
- 2024년 《파묘》 ... 고모의 딸 역 (천만영화)

### 공연
- 2015년 《사랑에 스치다》 ... 은주 역
- 2016년 《둥지》 ... 김미정 역
- 2017년 《루비》